# Кларина ехимипера
Кларина ехимипера или Кларин бодљичасти бандикут, белоусти бандикут (Echymipera clara) је врста сисара торбара из реда Peramelemorphia.

## Распрострањење
Врста има станиште у Западној Новој Гвинеји (Индонезија) и Папуи Новој Гвинеји.

## Станиште
Станиште врсте су шуме. Врста је по висини распрострањена од нивоа мора до 1.700 метара надморске висине. Врста је присутна на подручју острва Нова Гвинеја.

## Угроженост
Ова врста је наведена као последња брига, јер има широко распрострањење и честа је врста.